# Nederlands Instituut voor Ruimtelijke Ordening en Volkshuisvesting
Het Nederlands Instituut voor Ruimtelijke Ordening en Volkshuisvesting (Nirov) was een Nederlandse vereniging voor professionals in ruimtelijke ordening, woonbeleid en aanverwante terreinen. De vereniging telde circa 15.000 aangesloten leden.
De vereniging werd in 1917 opgericht door progressief-liberale intellectuelen - waar onder mr. Dirk Hudig - die begaan waren met de slechte woontoestanden van de arbeidersklasse. Al snel werd duidelijk dat behalve volkshuisvesting ook stedenbouw en ruimtelijke ordening belangrijke disciplines waren om daar verandering in te brengen. 
Zo ontstond een vakvereniging die het debat over ruimte en wonen entameert en de professionele standaarden probeert te verhogen. Dit doet het Nirov door debatten, studiedagen en congressen te organiseren, cursussen te geven en tijdschriften uit te geven ("Tijdschrift voor de Volkshuisvesting" en "Stedebouw & Ruimtelijke Ordening" S&RO). Daarnaast is de Nieuwe Kaart van Nederland ondergebracht bij het Nirov. Ook is het Nirov medeoprichter van het Informatie- en Kenniscentrum Ruimtelijke Ordening (IKCRO). Het IKCRO houdt de actualiteit op het vakgebied bij en verspreidt iedere werkdag een kosteloze e-mail-nieuwsflits. Onder het Nirov viel ook de Mr. D. Hudig stichting, genoemd naar een van de oprichters, die verantwoordelijk is voor het toekennen van de Hudig-penning. 
Per 1 januari 2012 is het Nirov van een vereniging veranderd in een stichting die 1 juli 2012, samen met SEV, KEI en Nicis Institute, opgegaan is in Platform31.